# Orge hybride
Pour les articles homonymes, voir Orge commune, Orge et Hordeum.
L'orge hybride est un hybride de plusieurs variétés d'orge, qui bénéficie de l'effet d'hétérosis lui permettant d'être plus performante que les variétés classiques. Ainsi, l'orge hybride est généralement plus résistante au froid, a plus de grains par épis, un système racinaire plus profond. Cela lui permet d'avoir des rendements un peu supérieurs à ceux des autres variétés, tant en grain qu'en paille. Les variétés d'orge hybride sont encore moins d'une vingtaine, principalement utilisées en Europe, et toutes développées par la firme Syngenta. Leur développement est freiné. l'orge a fait son apparition en 1974.

## Développement des orges hybrides
La commercialisation des orges hybrides débute en septembre 2000 au Royaume-Uni, date à laquelle deux variétés hybrides sont intégrées dans les essais agronomiques. En septembre 2002, les premières variétés hybrides font leur apparition dans les essais agronomiques Allemagne. En 2003, une première variété d'orge hybride est inscrite au catalogue officiel du Royaume-Uni, et dans le même temps les premiers essais de développement sont effectués en France. Il a fallu attendre 2008 dans ce pays pour voir les premières orges hybrides commercialisées. En 2009, 10 000 tonnes de semences hybrides sont commercialisées, et 100 000 ha sont ensemencés. Cette surface est passée à 130 000 ha l'année suivante, dont 80 000 ha en Allemagne et 25 000 ha en France, ce qui représente dans ce pays 4 % des surfaces d’orges d’hiver fourragères et 6 à 7 % des surfaces en semences certifiées.
En 2012, seule la société suisse Syngenta commercialise des variétés d'orges hybrides.

## Obtention
Comme pour les autres hybrides de céréales, l'orge hybride est obtenue en faisant reproduire deux lignées de variété d'orge entre elles. La difficulté de l'opération est d'éviter l'autogamie, c'est-à-dire la fertilisation des gamètes femelles par les gamètes mâles issus d'un même pied. Pour cela, il est nécessaire d'utiliser des lignées femelles et des lignées mâles, chacune ne présentant qu'un type d'organes génitaux. On dispose en orge de lignées mâles stériles, et il n'est donc pas nécessaire de faire appel à des produits chimiques gamétocides.

## Caractéristiques
Les orges hybrides ont un chevelu racinaire mieux développé que les autres variétés, avec environ 70 % de volume de terre explorée, ce qui leur permet de mieux résister aux conditions difficiles. Ils sont donc moins sensibles aux années difficiles, et sont moins affectés par des terrains superficiels du fait de leur meilleure exploration du sol. On les dit également plus résistantes au froid. Elles ont également une meilleure propension à taller, et un bon remplissage des grains, supérieur de 21 % à celui des autres variétés. Ces caractéristiques leur assurent une certaine stabilité de rendement d'une année sur l'autre. Les épis sont également un peu plus fertiles. Par contre le nombre d’épis par m² et le poids des grains sont comparables aux données des variétés conventionnelles.
Les orges hybrides présentent dans la grande majorité des essais les concernant de meilleurs rendements que les variétés classiques. On compte généralement 5 à 10 % de rendement en plus, voire parfois 15 %, par rapport aux semences classiques, soit 5 quintaux de plus par hectare. Ces orges ont également un peu plus de paille que les autres variétés, avec en moyenne 0,5 tonne de paille de plus à l'hectare.

## Culture
Les orges hybrides se cultivent de manière similaire aux autres variétés d'orge, à quelques détails près. Ainsi, la densité de semis adoptée est nettement plus faible, avec des préconisations 25 % inférieure aux densités de semis classiques. En effet, grâce à son fort pouvoir de tallage et son excellente fertilité d’épis, elle compense cette densité de semis moindre. La fertilisation est également légèrement différente. Les racines profondes de l'orge hybride lui permettent en effet de bien valoriser les reliquats azotés, et le premier apport, qui a lieu au moment du tallage, sera donc un peu moins important qu'habituellement. Un second apport important est préconisé au stade épi à 1 cm, et un troisième passage d'engrais pourra même être effectué plus tard.

## Intérêt économique
Si les orges hybrides semblent plus productives que les variétés d'orge conventionnelles, leur intérêt économique n'est pas évident car les semences sont aussi nettement plus onéreuses que les autres semences, même si les densités de semis sont moins importantes.

## Utilisation
L'orge hybride peut être utilisée pour nourrir les animaux (sous forme de grains, paille, ensilage), mais aussi pour produire du biogaz et du malt